# Théodore le Lecteur
Pour les articles homonymes, voir Théodore.
Théodore le Lecteur (en grec Θεόδωρος Αναγνώστης « Theodoros Anagnôstès », en latin Theodorus Lector) était un clerc byzantin du VIe siècle, lecteur à Sainte-Sophie de Constantinople.

## Œuvre
Il écrivit deux ouvrages historiques : 
- l’Historia Tripartita, chronique ecclésiastique de Constantin à Théodose II (313 à 439) en quatre livres, dans laquelle Théodore reprend les œuvres de trois historiens du Ve siècle, Socrate le Scolastique, Sozomène et Théodoret de Cyr, avec notes et comparaisons. Elle a été partiellement traduite en latin en 560 par le moine Épiphane à la demande de Cassiodore. Certaines parties sont assez fidèles, tandis que d'autres sont une adaptation libre ;
- l’Historia Ecclesiastica, qui était la continuation de la précédente chronique de 440 jusqu'à la mort de Justin Ier (527). Elle est perdue, mais on en trouve des extraits, notamment chez des auteurs du VIe siècle (Cyrille de Scythopolis, l'historien latin Victor de Tunnuna, Jean Moschus).

Les deux premiers livres de l’Histoire tripartite, concernant Constantin et ses fils, ont été transmis dans un seul manuscrit du XIIIe ou XIVe siècle (codex Marcianus gr. 344) qui n'a jamais été édité, du fait qu'il n'a pas beaucoup d'intérêt en lui-même mais seulement en regard du texte des historiens qu'il cite. Ainsi dans son édition de Théodore le Lecteur, Hansen commence par une analyse du texte des deux premiers livres de l’Histoire tripartite par rapport à celui des historiens qu'il cite. Il publie en même temps, sur le registre du bas, un Résumé grec de cette partie (Epitomè, § 1-117), qui continue dans les deux livres suivants (Epitomè, § 118-335) et qui s'étend en fait au second ouvrage, englobant les deux dans une même chronique allant de Constantin à Justin Ier. Ce résumé, qui est relativement ancien (sans doute peu après 610), est connu par diverses sources : quelques fragments dans quatre manuscrits grecs et diverses citations dans la littérature byzantine, de saint Jean Damascène, aux Actes du deuxième concile de Nicée, à Théophane le Confesseur, à la Souda, etc. La partie correspondant au second ouvrage de Théodore, l’Histoire ecclésiastique, correspond aux §§ 336-551 de l'édition de Hansen (p. 96-150).
En fait, comme l'a montré Nautin à partir de l'analyse du prologue de l’Histoire tripartite, les deux ouvrages ne formaient à l'origine qu'un seul opus, qui était lui-même précédé d'une première partie, consistant en une simple copie de l’Histoire ecclésiastique d'Eusèbe avec sa continuation par Gélase de Césarée. Nautin tire en outre de l'allusion de ce prologue à un édit d'expulsion, que Théodore avait probablement suivi la patriarche Macédonius dans son exil en Paphlagonie où, se retrouvant sans ressources, il s'est attelé à ce travail de copiste, de compilateur et d'auteur, pour la partie conduisant du Ve siècle à la fin du règne d'Anastase en 518. Finalement, le Résumé publié par Hansen se continue dans une quatrième partie, les §§ 525-560 de Hansen, qui est constituée d'extraits d'une Histoire ecclésiastique d'un autre auteur,Jean Diakrinomenos, qui était un antichalcédonien militant et dont le nom (le Discriminé) remonte au qualificatif que se sont donné certains monophysites après la condamnation d'Eutychès et de Dioscore à Chalcédoine.